# Rua
Rua to tytuł wydanego w 2003 drugiego albumu zespołu Clann Zú.

## Lista utworów
1. "Words For Snow" – 4:38
2. "Five Thousand More" – 4:14
3. "Hope This Day" – 3:16
4. "All That You've Ever Known" – 5:35
5. "Everyday" – 4:05
6. "All the People Now" – 6:31
7. "Ri Rá" – 3:22
8. "Lights Below" – 6:12
9. "Crashing To The Floor" – 2:43
10. "You're Listening to a Dead Man Speak" – 6:55

## Twórcy
- Declan De Barra – wokal
- Russel Fawcus – skrzypce elektryczne
- Benjamin Andrews – gitara elektryczna
- Liam Andrews – gitara basowa